# Петрулевич, Александр Николаевич
Алекса́ндр Никола́евич Петруле́вич — украинский деятель органов государственной безопасности. Начальник управления СБУ в Донецкой области (2005—2006), начальник управления СБУ в Луганской области (2014), генерал-майор СБУ (2005). 

## Биография
Родился 1 августа 1962 года в Донецке. В 1983 году окончил Высшее военное училище, в 1997 году — Академию СБ Украины. проходил службу в рядах Вооружённым сил СССР, органах госбезопасности СССР и России, затем — в органах госбезопасности Украины.
В 2012 году был уволен с должности начальника Департамента оперативного документирования Службы безопасности Украины.

### Вооружённый конфликт на востоке Украины
Весной 2014 года, после начала вооружённого конфликта на востоке Украины, Петрулевич был назначен руководителем СБУ в Луганской области.
5 апреля 2014 года Луганское СБУ задержало двух пророссийских активистов — Алексея Карякина (будущего председателя Народного совета ЛНР) и Алексея Рельке, одного из командиров Армии Юго-Востока. У них было изъято около 300 автоматов Калашникова.
6 апреля 2014 года возле здания Луганского СБУ состоялся митинг пророссийских сил. Здание охраняло 70 милиционеров, которые стояли перед входом, выстроившись в три шеренги. Штурм осуществляли две группы пророссийских активистов — одна группа в камуфляже и военных беретах, другая — титушки в аптечных масках. После первых столкновений, милиционеры отошли и впустили захватчиков в здание, где последние завладели изъятым накануне оружием. После штурма Петрулевич обвинил начальника областного УМВД Владимира Гуславского в том, что тот не направил достаточного количества милиционеров для защиты здания СБУ. По оценке журналиста Валентина Торбы, для обороны здания не было сделано практически ничего — милиционеры не пытались баррикадироваться внутри здания, в обороне не участвовали бойцы «Альфы».

## Звание
- генерал-майор (2005)[3]

### Интервью
- Петрулевич: Нинішній заступник голови СБУ Луганщини просив не переслідувати ватажка «ЛНР» Архивная копия от 5 октября 2018 на Wayback Machine // depo.ua, 8 червня 2017
- Негласный сотрудник СБУ просил Путина ввести войска в Украину – экс-глава Луганской СБУ Петрулевич Архивная копия от 8 декабря 2018 на Wayback Machine // gordonua.com, 7 июня 2017
- Экс-глава луганской СБУ Петрулевич: Экс-губернатор Луганской области Болотских, внесенный в базу сепаратистов "Миротворец" и лучший кореш Шойгу, живет в Киеве Архивная копия от 14 декабря 2018 на Wayback Machine // gordonua.com, 14 июля 2017
- Петрулевич: В бюджет России на следующий год не заложены деньги на содержание "ЛДНР" Архивная копия от 23 июля 2018 на Wayback Machine // gordonua.com, 12 августа 2017
- Как три года назад штурмовали СБУ в Луганске Архивная копия от 10 октября 2021 на Wayback Machine // 112ua.tv, 26 марта 2017

### Видео
- Петрулевич щодо затримання диверсантів у Луганську Архивная копия от 13 октября 2021 на Wayback Machine // 20 березня 2014
- Петрулевич Олександр Миколайович Архивная копия от 13 октября 2021 на Wayback Machine // відео 2014
- інтерв’ю Петрулевича О. М. Гордону М. Архивная копия от 29 марта 2017 на Wayback Machine